# HMX

El HMX viene de la sigla en inglés High Melting eXplosive. También se conoce como octógeno, ciclotetrametilentetranitramina y otros nombres. Es un sólido incoloro poco soluble en agua de fórmula C4H8N8O8. Solamente una pequeña cantidad de HMX se evapora al aire; sin embargo, puede encontrarse en el aire adherido a partículas suspendidas o a polvo. No se conocen ni el sabor u olor del HMX.
El HMX no existe naturalmente en el medio ambiente. Se fabrica a partir de otras sustancias químicas conocidas como hexamina, nitrato de amonio, ácido nítrico y ácido acético. El HMX explota violentamente a altas temperaturas. Por esta propiedad, el HMX se usa en varios tipos de explosivos, combustibles de cohetes y cargas explosivas. Una pequeña cantidad de HMX se forma también en la fabricación de Ciclotrimetileno Trinitramina (RDX), otro explosivo de estructura similar al HMX.

## Producción
HMX es más complicado de fabricar que la mayoría de los explosivos, y esto lo limita a aplicaciones especializadas. Puede producirse por nitración de hexamina] en presencia de anhídrido acético, paraformaldehído y nitrato de amonio. RDX producido usando el Proceso Bachmann usualmente contiene 8-10% HMX.

## Aplicaciones
HMX se fabricó por primera vez en 1930. En 1949 se descubrió que el HMX puede ser preparado por nitrólisis de RDX. La nitrólisis de RDX se realiza disolviendo RDX en una solución al 55% de HNO3, seguida de la colocación de la solución en un baño de vapor durante unas seis horas. HMX se utiliza casi exclusivamente en aplicaciones militares, incluyendo como detonador en  armas nucleares, en forma de explosivo en polvo aglutinado, y como un propelente de cohetes
HMX se utiliza en explosivos fundibles cuando se mezcla con TNT, que como clase se denominan "octoles". Además, las composiciones que contienen HMX se utilizan en la fabricación de ojivas y blindajes de carga hueca
HMX también se utiliza en el proceso de perforación de la tubería de acero en pozos de petróleo y gas.  El HMX está construido en una carga con forma que es detonada dentro del pozo para perforar un agujero a través de la cubierta de acero y el cemento circundante hacia las formaciones de los cojinetes de hidrocarburos.  El camino que se crea permite que los fluidos de la formación fluyan hacia el diámetro del pozo y hacia la superficie.
La sonda espacial Hayabusa 2 utilizará HMX para excavar un agujero en un asteroide con el fin de acceder a material que no ha sido expuesto al viento solar.

## Salud y destino ambiental

#### Métodos analíticos
HMX entra al medio ambiente a través del aire, el agua y el suelo porque es ampliamente utilizado en aplicaciones militares y civiles. En la actualidad, se han desarrollado métodos de HPLC en fase inversa y de LC-MS más sensibles para cuantificar con precisión la concentración de HMX en una variedad de matrices en las evaluaciones ambientales.

#### Toxicidad
En la actualidad, la información necesaria para determinar si HMX causa cáncer es insuficiente. Debido a la falta de información, la EPA ha determinado que el HMX no es clasificable en cuanto a su carcinogenicidad en humanos. 
Los datos disponibles sobre los efectos en la salud humana de la exposición a HMX son limitados. HMX causa efectos en el SNC similares a los de RDX, pero en dosis considerablemente más altas. En un estudio, los voluntarios se sometieron a una prueba de parche, que produjo irritación de la piel. Otro estudio de una cohorte de 93 trabajadores en una planta de municiones no encontró enfermedades hematológicas, hepáticas, autoinmunes o renales. Sin embargo, el estudio no cuantificó los niveles de exposición a HMX.
La exposición a HMX ha sido investigada en varios estudios en animales. En general, la toxicidad parece ser bastante baja. HMX es mal absorbido por ingestión. Cuando se aplica a la dermis, induce una leve irritación de la piel pero no retrasa la sensibilización de contacto. Se han reportado varios efectos neuroconductuales agudos y subcrónicos en conejos y roedores, incluyendo ataxia, sedación, hipercinesia y convulsiones. Los efectos crónicos de HMX que han sido documentados a través de estudios en animales incluyen disminución de la hemoglobina, aumento de la fosfatasa alcalina sérica y disminución de la albúmina. También se observaron cambios patológicos en el hígado y los riñones de los animales.
Se utilizó el tipo de cambio de gas como indicador de estrés químico en los huevos de codorniz blanca del norte (Colinus virginianus), y no se observó evidencia de alteraciones en las tasas metabólicas asociadas con la exposición a HMX. No hay datos disponibles con respecto a los posibles efectos reproductivos, de desarrollo o cancerígenos de HMX.

#### Biodegradación
Tanto las plantas silvestres como las transgénicas pueden limpiar explosivos del suelo y el agua.